# Larnax purpurea
Larnax purpurea là loài thực vật có hoa trong họ Cà. Loài này được S. Leiva mô tả khoa học đầu tiên năm 1996.